# Pattinaggio di velocità agli XI Giochi olimpici invernali - 3000 m femminile
La competizione dei 3000 m femminili di pattinaggio di velocità agli XI Giochi olimpici invernali si è svolta il giorno 12 febbraio 1972 sulla pista del Makomanai Open Stadium a Sapporo.

## La gara
La campionessa uscente era l'olandese Ans Schut, ma si era ritirata dopo i Mondiali del 1971.La gara aveva come favoriti, la pattinatrice sovietica Nina Statkevich campionessa mondiale ed europea nel 1971, ed ancora europea a gennaio; 1972, l'olandese Stien Kaiser, che era la detentrice del primato mondiale, nel gennaio del 1971 a Davos, e medaglia di bronzo a Grenoble 1968.
La Statkevich corse nella seconda batteria e finì con un tempo di 5'01"79, lontano dal record mondiale della Kaiser di 4'46"5. La statunitense Dianne Holum era nella  batteria successiva, e migliorò il tempo della Statkevich con 4'58"67 e passò al comando. Resistette fino alla penultima batteria quando la Kaiser ottenne con 4'52"14 il nuovo record olimpico che valse la medaglia d'oro, la Holum conquistò l'argento, e il bronzo va alla olandese Atje Keulen-Deelstra. La Statkevich si piazzò quinta.

## Risultati
| Pos.    | Atleta               | Nazione          | 200 m. | 1000 m. | 1800 m. | 2600 m. | 3000 m. | Nota            |
| ------- | -------------------- | ---------------- | ------ | ------- | ------- | ------- | ------- | --------------- |
| Oro     | Stien Kaiser         | Paesi Bassi      | 21"70  | 1'36"34 | 2'53"61 | 4'12"04 | 4'52"14 | Record olimpico |
| Argento | Dianne Holum         | Stati Uniti      | 21"88  | 1'39"00 | 2'58"42 | 4'18"51 | 4'58"67 |                 |
| Bronzo  | Atje Keulen-Deelstra | Paesi Bassi      | 21"23  | 1'37"51 | 2'56"94 | 4'18"89 | 4'59"91 |                 |
| 4       | Sippie Tigchelaar    | Paesi Bassi      | 22"99  | 1'39"33 | 2'59"09 | 4'20"75 | 5'01"67 |                 |
| 5       | Nina Statkevich      | Unione Sovietica | 21"61  | 1'38"05 | 2'57"16 | 4'19"60 | 5'01"79 |                 |
| 6       | Kapitolina Seryogina | Unione Sovietica | 22"62  | 1'39"62 | 2'58"93 | 4'20"46 | 5'01"88 |                 |
| 7       | Tuula Vilkas         | Finlandia        | 22"48  | 1'39"57 | 2'59"49 | 4'23"32 | 5'05"92 |                 |
| 8       | Lyudmila Savrulina   | Unione Sovietica | 21"95  | 1'38"36 | 2'58"73 | 4'23"6  | 5'06"61 |                 |
| 9       | Han Pil-hwa          | Corea del Nord   | 21"79  | 1'39"44 | 3'00"15 | 4'24"11 | 5'07"24 |                 |
| 10      | Sigrid Sundby        | Norvegia         | 21"15  | 1'37"03 | 2'58"37 | 4'23"58 | 5'07"76 |                 |
| 11      | Kim Bok-Soon         | Corea del Nord   | 22"52  | 1'41"76 | 3'02"15 | 4'25"47 | 5'07"93 |                 |
| 12      | Satomi Koike         | Giappone         | 22"27  | 1'38"04 | 2'59"94 | 4'26"14 | 5'09"21 |                 |
| 13      | Kim Ok-Soon          | Corea del Nord   | 23"04  | 1'43"38 | 3'03"98 | 4'26"25 | 5'09"69 |                 |
| 14      | Sylvia Filipsson     | Svezia           | 22"20  | 1'40"27 | 3'02"39 | 4'27"95 | 5'11"13 |                 |
| 15      | Rosemarie Taupadel   | Germania Est     | 23"08  | 1'44"30 | 3'07"52 | 4'31"0  | 5'12"85 |                 |
| 16      | Kaname Ide           | Giappone         | 21"9   | 1'40"7  | 3'04"7  | 4'33"1  | 5'17"30 |                 |
| 17      | Leah Poulos          | Stati Uniti      | 21"37  | 1'38"6  | 3'05"0  | 4'35"1  | 5'17"38 |                 |
| 18      | Akiko Aruga          | Giappone         | 22"6   | 1'44"4  | 3'09"8  | 4'38"1  | 5'22"60 |                 |
| 19      | Jeon Seon-Ok         | Corea del Sud    | 23"37  | 1'45"36 | 3'13"6  | 4'42"7  | 5'24"27 |                 |
| 20      | Kirsti Biermann      | Norvegia         | 22"84  | 1'45"77 | 3'13"66 | 4'42"73 | 5'26"21 |                 |
| 21      | Arja Kantola         | Finlandia        | 22"86  | 1'47"36 | 3'14"8  | 4'46"0  | 5'30"88 |                 |
| 22      | Jeanne Omelenchuk    | Stati Uniti      | 22"2   | 1'45"9  | 3'14"0  | 4'46"4  | 5'32"87 |                 |